# Delino Marçal
Valdelino Marçal da Costa, mais conhecido como Delino Marçal (Arapoema, 18 de janeiro de 1986), é um cantor e compositor de música gospel.

## Biografia
Delino nasceu em Arapoema, no Tocantins, no dia 18 de janeiro de 1986. É cantor e compositor de música gospel, presbítero, membro da Family Church, em Goiânia, presidida pelo pastor Mac Anderson Machado.
Nascido e criado em um lar cristão, o mais novo de 9 filhos, foi para Goiânia com sua família aos 6 meses de vida. Iniciou seu ministério auxiliando na igreja que sua mãe pastoreava, liderando e tocando no grupo de louvor.
Com estilo próprio e tendo como motivação levar a palavra de Deus por meio de músicas simples, porém marcantes, partiu para sua carreira solo, tendo seu primeiro CD independente, intitulado “Que amor é esse?”, lançado em 2013.
Em 30 de outubro de 2015, assinou contrato com a gravadora MK Music e em dezembro, lançou o álbum Nada Além da Graça, com a música de trabalho "Deus é Deus", que estreou impressionando, entre as mais pedidas na rádio carioca 93 FM.
Em julho de 2018, o cantor lançou o seu segundo álbum pela MK Music, Guarda Meu Coração. O disco venceu o Grammy Latino em 2019.
No dia 14 de janeiro de 2022, sua mãe, pastora Odete sofreu um atentado na manhã do mesmo dia, enquanto orava na igreja. Um homem não identificado, nú, adentrou a igreja portando uma barra de ferro onde desferiu golpes levando ao óbito da mesma.

## Discografia
- 2013: Que Amor é Esse?
- 2015: Nada Além da Graça
- 2017: Live Session
- 2018: Guarda Meu Coração
- 2022: Breve Virá (EP)